# Хала Александар Николић
Хала Александар Николић, је после Београдске арене највећа спортска дворана у Београду. Отворена je 24. маја 1973. године под именом хала Пионир. Хала се налази у склопу спортског комплекса Пионир који је у склопу спортско-рекреационог центра Ташмајдан, у насељу Карабурма у општини Палилула. Садашње име је добила 23. фебруара 2016. године у славу кошаркашког играча и тренера Александра Николића.

## Карактеристике
Изграђена је по пројекту арх. Љиљане и Драгољуба Бакића. Радове је извео „Енергопројект“ из Београда у року од 11 месеци. Корисна површина дворане је 16.000 m², а површина спортских борилишта 2.500 m². Капацитет трибина је 5.878 седишта. Прес центар задовољава све услове праћења великих спортских манифестација. Дворана је погодна за све врсте „малих“ спортова, за културно-забавне приредбе, конгресне скупове и друге манифестације. У склопу овог спортског центра налази се и ледена дворана, док се у непосредној близини налазе и тениски терени.
Тренутно у њој играју и тренирају кошаркаши Партизана и Црвене звезде, али се често играју и утакмице свих репрезентативних селекција у одбојци, рукомету и кошарци. Поред спортских дешавања, у њој се често одржавају и друге манифестације.

## Концерти иностраних музичких извођача
- 16. март 1975. Deep Purple[5]
- 5. октобар 1975. Santana + Earth, Wind & Fire[6]
- 8. октобар 1977. Uriah Heep[7]
- 8. мај 1979. Тина Тарнер[8]
- 10. октобар 1979. Ерик Клептон[9]
- 31. октобар 1980. Weather Report[10]
- 26. јул 1982. Talking Heads[11]
- 17. октобар 1982. Џо Кокер[12]
- 28. фебруар 1984. Бо Дидли + Mainsqueeze[13]
- 6. март 1984. Ерик Бардон[14]
- 18. април 1984. Елтон Џон[15]
- 24. септембар 1984. [16]
- 10. и 11. мај 1985. Dire Straits[17]
- 18. децембар 1985. — Еди Грант[18]
- 29. април 1986. Status Quo[19]
- 10. септембар 1986. [20]
- 3. децембар 1986. Nazareth + Girlschool[21]
- 4. фебруар 1987. Алвин Ли + Wishbone Ash[22]
- 5. април 1987. Spandau Ballet[23]
- 10. новембар 1987. Клиф Ричард[24]
- 21. мај 1990. The Stranglers[25]
- 8. децембар 1995. The Prodigy[26]
- 21. мај 2005. — Лучано Павароти[27]
- 31. август 2006. Simply Red[28]
- 5. септембар 2007. Tool[29]
- 1. април 2010. 50 Cent[30]
- 22. новембар 2015. Whitesnake[31]

## Галерија
- Хала Александар Николић
- Унутрашњост хале Александар Николић (на слици тренинг кошаркаша Црвене звезде)
- Унутрашњост хале Александар Николић пред утакмицу Црвена звезда – Фенербахче која је одиграна 8. јануара 2016.